# Алоэ пёстрое
Ало́э пёстрое, или Ало́э тигро́вое (лат. Aloe variegata) — многолетнее травянистое суккулентное растение, вид рода Алоэ (Aloe) семейства Асфоделовые (Asphodelaceae) (ранее этот род относили к семейству Ксанторреевые). Распространены в Южной Африке и Намибии. Специфический эпитет variegata происходит от латинского, что означает «пестрый» и относи растение к пятнистым листьям вида.

## Описание
Растение высотой 20—30 см, с 18—24 листьями, расположенными в 3 ряда. Листья сочно-зелёного цвета, с неравномерными светло-зелёными участками. Длина листьев 10—15 см, ширина у основания около 3—6 см. Форма листьев треугольная. В зависимости от травмы, количества воды и возраста, внешние листья отмирают, приобретая золото-коричневый цвет.
Алоэ тигровое вырастает к 3—7 годам, всё в значительной степени зависит от пространства, солнечного света и воды.
Цветки оранжевые, расположенные гроздью, 20—30 см в высоту. Цветение происходит в марте или апреле.
Вегетативные особенности.
Алоэ растет без стебля, прорастает и образует группы. До 20 ланцетно-дельтовидных, в поперечном сечении V-образных листьев расположены на побегах тремя линиями. Его зеленое листовое лезвие имеет длину от 10 до 15 дюймов и ширину от 4 до 6 дюймов. Удлиненные беловатые пятна присутствуют на поверхности листьев, образуя неправильные поперечные полосы. Край листа и киль белые и зубчатые.
Соцветия и цветы.
Соцветие состоит из одной-двух ветвей и составляет около 30 дюймов в длину. Свободная, цилиндрической формы кисть имеет длину от 10 до 20 дюймов и состоит из около 20-30 цветов. Овальные заостренные прицветники имеют длину до 15 миллиметров и ширину 7 миллиметров. Цветки градируются от розового до тусклого алого цвета, изредка бывают тускло-желтыми, имеют цветоножки длиной от 4 до 5 миллиметров. В длину цветки достигают от 35 до 40 миллиметров. Под конец они слегка сужаются и раскрываются. Их наружные лепестки расходятся на длину от 5 до 7 миллиметров, тычинки не высовываются, пестик выступает из цветка на 1–2 миллиметра.
Генетика.
Число хромосом равно 2n = 14.
Распространение.
Алоэ пёстрое распространено в Намибии и южноафриканских провинциях - Северо-Капской, Восточно-Капской, в свободном государстве Фри-Стейт в Кару и Бушманленде.
Первое описание о нем было опубликовано Карлом Линнеем в Species Plantarumв 1753 году. 